# Norberto Rauch
Norberto Francisco Rauch ComMM (Santa Cruz do Sul, 1929 — Porto Alegre, 27 de junho de 2011) foi um professor, matemático, físico experimental e irmão marista brasileiro. Foi reitor da Pontifícia Universidade Católica do Rio Grande do Sul (PUC-RS).

## Biografia
Rauch ingressou adolescente na Congregação dos Irmãos Maristas. Em 1951, iniciou sua carreira de magistério no Colégio São José, em Lageado. Em 1960, ele se tornou bacharel e licenciado em Matemática e em Física pela Pontifícia Universidade Católica do Rio Grande do Sul (PUCRS). Concluiu, em 1964, seus estudos de pós-graduação em Física na Universidade de Colônia, Alemanha, de cujo governo recebeu uma bolsa de estudos, e na Universidade do Chile. Em 1972, ele estudou Planejamento e Administração Universitária nos Estados Unidos.
Em dezembro de 1978, Rauch se tornou o quinto reitor da PUCRS, sucedendo ao Irmão Liberato, que havia completado o triênio do Irmão José Otão. Durante sua gestão, houve importantes projetos de difusão de conhecimento e de estímulo a pesquisas científicas, uma vez que foram criados o Parque Científico e Tecnológico (Tecnopuc) e o Museu de Ciências e Tecnologia, ambos no Campus Central da PUCRS, em Porto Alegre.
Em 1999, foi admitido pelo presidente Fernando Henrique Cardoso à Ordem do Mérito Militar no grau de Comendador especial.